# Croton vatomandrensis
Espèce
Croton vatomandrensis est une espèce de plantes à fleurs du genre Croton et de la famille des Euphorbiaceae, présente dans l'est de Madagascar.